# Makeup
«Makeup» — онлайн‑ритейлер косметики, парфумерії та аксесуарів для краси. Заснований у 2009 році в Києві.

## Історія

### Перші кроки
Засновники компанії Євген Малєв і Сергій Волобуєв познайомилися в «Люксоптиці», де перший працював директором з розвитку, а другий відповідав за автоматизацію бізнес-процесів. У 2009 році вони запустили спільний інтернет-бізнес. Спочатку розглядали продаж електроніки, але відмовилися через конкуренцію з Rozetka і Sokol. Спробували бізнес на книгах, але він не вдався. Зрештою зупинилися на косметиці та парфумерії, надихнувшись успіхом parfums.cz (згодом Notino).
За словами засновників, їхній успіх пов'язаний зі зростанням інтернет-проникнення в Україні, яке «проґавили» традиційні ритейлери: Brocard відкрив свій інтернет-магазин 2013 року, Watsons — 2016-го, EVA — 2017-го, PROSTOR — 2019-го.

### Бізнес-модель
Makeup вирізняється на українському ринку косметики завдяки нижчим цінам порівняно з конкурентами. Основна причина цього полягає в особливостях їхньої бізнес-моделі, яка спирається на альтернативні канали постачання. Наприклад, ринок люксової косметики в Україні значною мірою контролюється офіційними дистриб'юторами, які співпрацюють із світовими брендами на ексклюзивних умовах. В Makeup, не маючи прямих контрактів із виробниками, використовують обхідний шлях через закупівлю стокової продукції, тобто залишків товарів, які не були розпродані в магазинах або залишилися на складах офіційних дистриб'юторів. Такі товари Makeup імпортує через посередників, що дозволяє компанії уникати жорстких цінових обмежень, які накладають виробники на офіційних продавців.
Юрій Гаткін, засновник мережі Brocard з якою конкурує Makeup, критикує таку модель, називаючи таку продукцію «зливом» і вказуючи на можливі ризики для якості товару: «У товару в італійському магазині закінчився термін придатності, приїхали хлопці з України, скупили все, завезли бусиками і оформили на приватних підприємців». У відповідь Makeup стверджує, що частка неякісної продукції в їхньому асортименті не перевищує 0,001 %, а автоматизована система моніторингу відгуків дозволяє оперативно реагувати на скарги, знімаючи сумнівні товари з продажу та блокуючи ненадійних постачальників.

### Розвиток в Україні та міжнародна експансія
З 2016 року компанія активно розширює свою присутність на європейських ринках, зокрема у тому ж році було відкрито склад та запущено онлайн-магазин у Польщі.
У 2018 році Makeup відкрила онлайн-магазини у Болгарії та Румунії, впровадила послугу доставки товарів з європейського складу для українських клієнтів та приєднала до групи компанії сервіс parfums.ua.
У 2019 році компанія відкрила онлайн-магазини в Білорусі, Чехії, Угорщині, Словаччині, Італії, Казахстані, Молдові та Німеччині. У 2020 році було запущено онлайн-магазини в Австрії, Франції та Великій Британії.
У травні компанія отримала інвестицію від Horizon Capital, який разом з Emerging Europe Growth Fund III, LP (EEGF III) придбав міноритарний пакет акцій.
У тому ж році було відкрито преміум-офлайн магазини у Києві та Варшаві, а 1 грудня було оновлено логотип та платформа бренду на «Beauty without limits» («Краса без меж»).  У 2021 році Makeup відкрила онлайн-магазини у Бельгії, Швейцарії, Люксембурзі, Іспанії, Узбекистані та Греції.
У 2022 році компанія запустила онлайн-магазини у Данії, Ірландії, Нідерландах, Швеції, Ізраїлі та США. Цього ж року у Варшаві було відкрито власний б'юті-салон Makeup Atelier, а в листопаді запущено онлайн-ком'юніті Makeup club.
У 2023 році компанія відкрила онлайн-магазини у Хорватії, Естонії, Литві, Латвії, ОАЕ, Саудівській Аравії, Португалії та Японії.
2023 року Forbes поставив компанією на 7 місце серед найбільших гравців з інтернет-продажів в Україні.
У 2024 році Makeup вийшла на ринки Словенії, Норвегії та Фінляндії через відкриття відповідних онлайн-магазинів.
У березні 2024 року компанія стала партнером заходів Vogue UA Showcase.